# オマール・シボリ
エンリケ・オマール・シボリ（Enrique Omar Sivori, 1935年10月2日 - 2005年2月17日）は、アルゼンチン、ブエノスアイレス州出身の元サッカー選手、サッカー指導者。ポジションはMF、FW。

## 経歴
ブエノスアイレス州北部の町、サン・ニコラス・デ・ロス・アロージョスで生まれたシボリは、1952年CAリーベル・プレートとプロ契約。1955年から3年連続でのリーグ優勝に貢献。1956年にはアルゼンチン代表デビューを果たす。1957年にコパ・アメリカに出場し優勝して、大会最優秀選手賞を受賞した。そしてその後、1957年当時の世界最高の移籍金でユヴェントスに移籍。同年ジョン・チャールズも加えたクラブは1957-58シーズンにスクデットを獲得。シボリがユベントスに在籍した8シーズンでスクデット3回、コッパ・イタリアも3回制覇、1959-60シーズンには27得点を挙げ得点王に輝き、1961年バロンドールを受賞した。シボリはユヴェントスの選手として167得点を挙げ、当時のクラブ歴代得点ランキングでジャンピエロ・ボニペルティに次ぐ2位となった。1965年チーム内の不和が原因でナポリへ移籍、ここで4シーズンを過ごして1966年にはコッパ・デッレ・アルピを獲得。1969年に引退した。
激しい気性の持ち主で、セリエAで過ごした12シーズンで33回の退場処分を受けている。シボリと同時期にセリエAに移籍したアルゼンチン人、アントニオ・アンヘリージョ（インテル・ミラノ）とウンベルト・マスキオ（ボローニャFC）の3人は、醜顔の天使（Angels with Dirty Faces）、または死のトリオ（The Trio of Death）と呼ばれた。
イタリア国籍を取得し（当時は複数の国の代表でプレーが可能）イタリア代表として1962 FIFAワールドカップに出場した経験がある。また、監督としてもアルゼンチンのクラブの指揮を執ったほか、1972年からはアルゼンチン代表の監督も務めた。アルゼンチン代表では、初めてウバルド・フィジョールを代表に招集した。その後フィジョールはアルゼンチンを代表するゴールキーパーとなった。2004年には、ペレが選んだ偉大なサッカー選手100人に選ばれた。
2005年2月17日、膵臓の腫瘍により69歳で亡くなった。